# Фрешаш
Фрешаш (порт. Frechas)  —  приход (фрегезия) в Португалии, входит в округ Браганса. Является составной частью муниципалитета  Мирандела. По старому административному делению входил в провинцию Траз-уж-Монтиш и Алту-Дору. Входит в экономико-статистический  субрегион Алту-Траз-уш-Монтеш, который входит в Северный регион. Население составляет 1137 человек на 2001 год. Занимает площадь 18,41 км².
Покровителем района считается Архангел Михаил (порт. São Miguel). 